# Baia di Yakutat
La baia di Yakutat (in inglese Yakutat Bay) è un'insenatura statunitense che si apre sul golfo dell'Alaska. Si trova nello stato federato dell'Alaska, nell'omonimo borough di Yakutat. Yakutat è un termine tlingit riportato come Jacootat e Yacootat da Jurij Lisjanskij nel 1805.
La baia è larga 29 km all'imboccatura, si inoltra nel continente per circa 60 km e si prolunga in direzione nord-est nella più stretta Disenchantment Bay, lunga 16 km, che raggiunge il ghiacciaio Hubbard.
La baia di Yakutat è stata l'epicentro di due forti terremoti il giorno 10 settembre 1899: di magnitudo 7,4 il primo e di magnitudo 8,0 il secondo, a 37 minuti di distanza.
La compagnia Šelichov-Golikov, precursore della compagnia russo-americana diretta da Aleksandr Andreevič Baranov, si stabilì nella baia di Yakutat nel 1795. Era conosciuta come Nuova Russia, colonia di Yakutat o Slava Rossij.

## Altri nomi
La baia di Yakutat ha avuto vari nomi:
- James Cook la chiamò Bering Bay.[4]
- Jean-François de La Pérouse, che la visitò nel 1786, la chiamò Baje de Monti, con il nome di uno dei suoi ufficiali.[1]
- Lo stesso anno, il capitano Nathaniel Portlock la chiamò Admiralty Bay.[1]
- Gli spagnoli la chiamavano Almirantazgo.[1]
- Era anche chiamata Port Mulgrave quando Alessandro Malaspina e José de Bustamante y Guerra entrarono nella baia nel 1791.[7]
- Jurij Lisjanskij la chiamò Jacootat o Yacootat quando la visitò nel 1805.[1]